# Till en fågel
Till en fågel – singel Sanny Nielsen, wydany w 1996 roku, pochodzący z albumu Silvertoner. Utwór napisał i skomponował Bert Månson, a wyprodukował go Lennart Sjöholm.
Nagranie znalazło się na 46. miejscu na liście sześćdziesięciu najlepiej sprzedających się singli w Szwecji, gdzie spędziło 9 tygodni.

## Lista utworów
- CD single[1]

1. „Till en fågel” – 3:15
2. „Viva, Fernando Garcia” – 3:06

## Notowania

### Pozycja na liście sprzedaży
| Kraj    | Notowanie (1996)  | Najwyższa pozycja |
| ------- | ----------------- | ----------------- |
| Szwecja | Sverigetopplistan | 46                |